# نيكولا كامبل
نيكولا كامبل (بالإنجليزية: Nicola Campbell)‏ هي متزحلقة نيوزيلندية، ولدت في 1985.

## وصلات خارجية
- نيكولا كامبل على موقع أوليمبيديا (الإنجليزية)
- نيكولا كامبل على موقع اللجنة الأولمبية النيوزيلندية (الإنجليزية)